# Neferirkare I
Neferirkare I – władca starożytnego Egiptu z V dynastii.

## Lata panowania
- 2483-2463 p.n.e. (Kwiatkowski)
- 2475-2465 p.n.e. (Schneider)
- 2446-2426 p.n.e. (Tiradritti, De Luca)

## Rodzina
Był synem Chentkaus I oraz nieznanego ojca, jej pierwszego męża, bratem (bliźniakiem?) swojego poprzednika Sahure oraz prawdopodobnie młodszym bratem założyciela V dynastii Userkafa. Jego żoną była Chentkaus II, a synami – władcy: Neferefre i Niuserre oraz prawdopodobnie Szepseskare, bezpośredni następca.

## Działalność
O jego rządach wiemy bardzo niewiele. Od jego panowania władcy starożytnego Egiptu już regularnie przybierają tytuł Syn Re, który będą nosili do końca okresu faraońskiego. Na rządach tego władcy kończą się annały Kamienia z Palermo. Na tej podstawie przypuszcza się, że tekst na Kamieniu został zredagowany i wyryty za czasów Neferirkare I. Również on, jak jego poprzednicy i następcy, wybudował swoją świątynię solarną, znane są dokumenty potwierdzające fakt dokonania darowizny na tę świątynię, nie została ona jednak współcześnie odkryta i nie znamy jej lokalizacji.

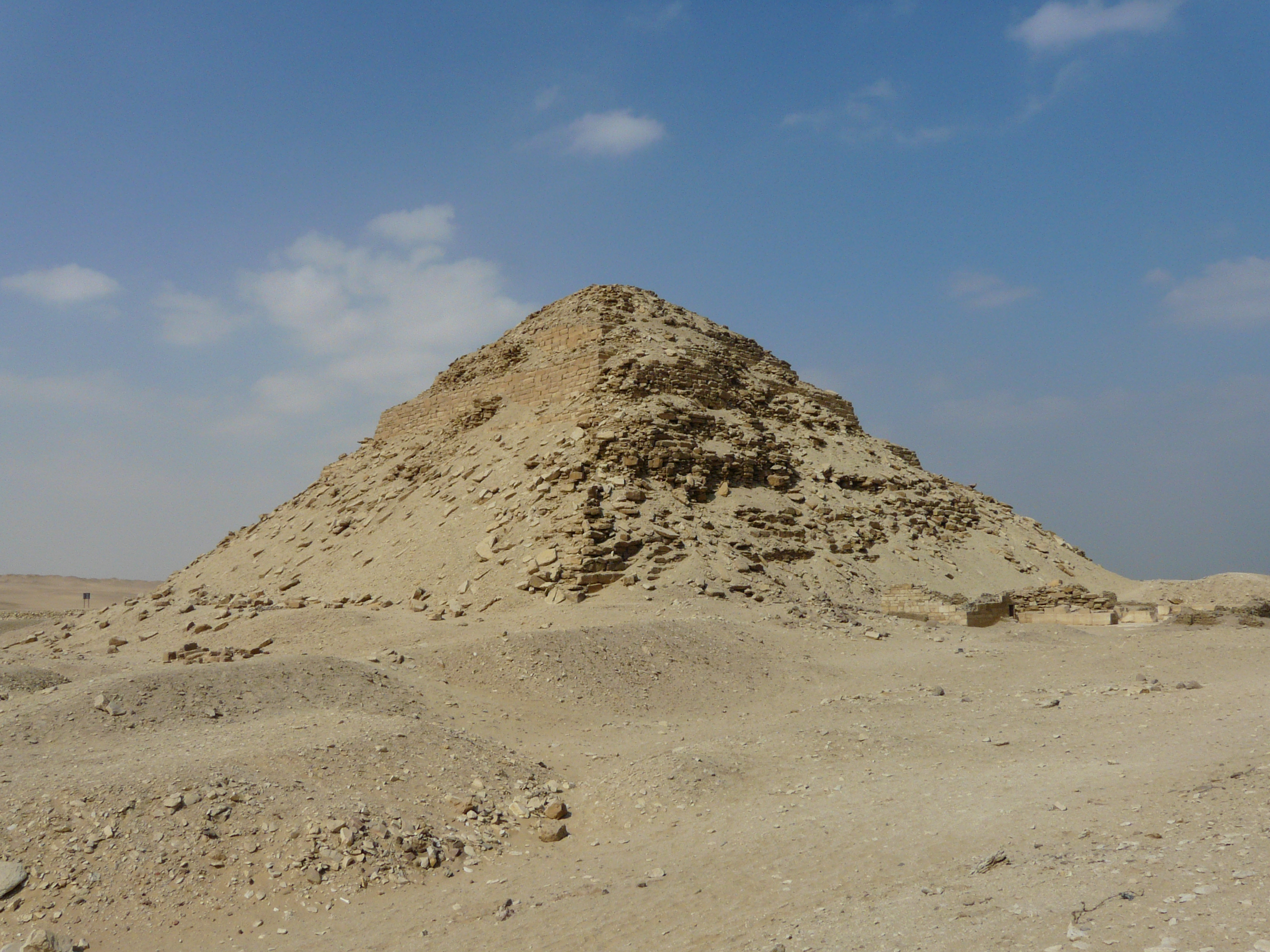
Piramida Neferirkare I

## Zespół grobowy
Pochowany został w piramidzie w Abusir. Jego kompleks grobowy obecnie jest bardzo zniszczony.